# الله داد زهي
الله داد زهي (بالفارسية: الله‌داد زهی) هي قرية تقع في منطقة بولان في إيران. يقدر عدد سكانها بـ 305 نسمة بحسب إحصاء 2016.